# Acme (mitologia)
Acme (em grego clássico: Ἀκμή; romaniz.: "ápice, o ponto mais alto), na mitologia grega, era uma das  é uma das horas, filhas de Zeus e de Têmis, deusas guardiãs da ordem natural, do ciclo anual de crescimento da vegetação e das estações climáticas anuais. 
Era a personificação do apogeu.